# Luka Šimunović
Luka Šimunović (Livno, 24 maggio 1997) è un calciatore croato, centrocampista dell'East Riffa.

## Carriera

### Club
Il 22 febbraio 2019 passa dallo Šachcër Salihorsk all'Astana, firmando un contratto triennale.

## Palmarès

### Club

#### Competizioni nazionali
- Campionato lettone: 1

Spartaks Jūrmala: 2017
- Supercoppa del Kazakistan: 2

Astana: 2019, 2020
- Campionato kazako: 1

Astana: 2019